# 남자는 괴로워 6
남자는 괴로워 6(男はつらいよ 純情篇: Tora-san's Shattered Romance)은 일본에서 제작된 야마다 요지 감독의 1971년 코미디 영화이다. 아츠미 키요시 등이 주연으로 출연하였다.

## 출연

### 주연
- 아츠미 키요시
- 바이쇼 치에코

### 조연
- 와카오 아야코
- 마에다 긴
- 모리카와 신
- 미사키 치에코
- 다자이 히사오
- 류 치슈